# Alharbi El Jadeyaoui
Alharbi El Jadeyaoui (Strasburgo, 8 agosto 1986) è un ex calciatore francese naturalizzato marocchino, di ruolo attaccante.

## Carriera

### Club
Ha giocato in Ligue 2 con Châteauroux, Brest, Guingamp e Angers. Con il Guingamp ha giocato una partita nella UEFA Europa League 2009-2010 sebbene la squadra militasse in seconda serie.
Nel 2014 passa al Lens, neopromosso in Ligue 1.
Il 16 giugno 2015 viene ufficializzato il suo passaggio agli azeri del Qarabağ.

### Nazionale
L'8 giugno 2013 ha esordito con la nazionale marocchina nella partita di qualificazione ai Mondiali vinta per 2-1 contro la Tanzania.

## Palmarès

### Club

#### Competizioni nazionali
- Campionato azero: 1

Qarabag: 2015-2016
- Coppa d'Azerbaigian: 1

Qarabag: 2015-2016
- Supercoppa d'Azerbaigian: 1

Qarabag: 2015